# Дворецький (фільм)
Дворецький (англ. The Butler) — історична драма американського режисера Лі Деніелса. Фільм випущений компанією The Weinstein Company 16 серпня 2013 року та зібрав у світовому прокаті понад 177 мільйонів доларів при бюджеті 30 мільйонів доларів.

## Історія створення
Фільм знятий на основі реальних фактів із життя Юджина Аллена, який протягом декількох десятиліть працював у Білому домі. Поштовхом до роботи над фільмом стала стаття Віла Хейгуда «Дворецький, якому допомогли вибори», опублікована у Washington Post.

## Сюжет
Чекаючи на зустріч із щойно обраним президентом США Бараком Обамою, головний герой кінокартини, Сесіл Гейнс, згадує своє життя.
Він народився та ріс на бавовняній плантації у Мейконі, штат Джорджія. Коли йому було сім років, власник плантації скривдив його матір та вбив батька, який намагався її захистити.
Сесіла взяв до себе доглядач маєтку, який навчив його бути слугою.
У 18 років, побоюючись переслідування з боку власника, Сесіл залишає плантацію. Він приходить до найближчого міста та потерпаючи від голоду, розбиває вітрину готелю, на який виставлена їжа. Літній доглядач готелю, вислухавши історію Сесіла, дає йому роботу та надалі рекомендує до одного з готелів у Вашингтоні. Там Сесіл знайомиться із Глорією та одружується із нею. В них народжуються двоє синів: Луїс і Чарлі.
У 1957 році, за часів президента Ейзенхауера, Сесіла приймають на роботу у Білий дім. Його дружина відчуває, що він ставить роботу вище за подружні стосунки та впадає в депресію.
Луїс, на той час студент Університету Фіска у Нешвіллі, бере участь у різних акціях, спрямованих на досягнення рівних прав людей з різним кольором шкіри та неодноразово заарештовується поліцією. Після вбивства борця за громадянські права Мартіна Лютера Кінга-молодшого, Луїс приєднується до радикального угрупування «Чорні пантери», але згодом залишає його. Він повертається на навчання, здобуває ступінь магістра політології та балотується у Конгрес.
Чарлі йде в армію, вирушає на війну у В'єтнамі та гине.
Сесіл неодноразово звертається до керівництва щодо рівної оплати та можливості просування по службі темношкірим працівникам та зрештою добивається цього.
Проте, побачивши відмову чинного президента підтримати економічні санкції проти апартеїду у ПАР, на знак протесту, йде у відставку. Намагаючись налагодити стосунки із сином, Сесіл разом із ним бере участь в акції протесту проти апартеїду.
Після обрання першим темношкірим президентом Барака Обами, Сесіл має на меті привітати його, домовившись про прийом. Новий дворецький переказує, що президент чекає і Сесіл, відповівши, що знає дорогу, йде до Овального кабінету.

## Критика
Кінокритик видання The Hollywood reporter Тодд Маккарті відзначив, що фільм «завжди привабливий».
Річард Роупер, кінокритик газети Chicago Sun-Times, відзначив акторський склад фільму.

## Нагороди
Картина була представлена у 71 номінації та отримала 16 нагород, у тому числі:
- Голлівудську кінопремію (Hollywood Film Award), як фільм року (2014);

- Премії Національної асоціації сприяння прогресу кольорового населення за досягнення у сферах кіно, телебачення, театру, музики та літератури (NAACP Image Awards) за найкращу чоловічу роль у кіно та найкращу чоловічу роль другого плану (2014);

- Щорічну премію за найкращі роботи у сферах маркетингу кіно та відеоігор (Golden Trailer Awards), як краща драма (2014);

- Премію фільму-переможцю, знятому дорослими для дорослих (AARP Movies for Grownups Awards), за найкращу жіночу роль другого плану (2014);

- Голлівудську кінопремію (Hollywood Film Award) у номінації «режисер року» (2013)[11].